# منوچهر مهران
منوچهر مهران (زاده ۱۲۹۱ مشهد – درگذشته ۱۹ آذر ۱۳۲۶) روزنامه‌نگار ورزشی اهل ایران بود. او نام‌خانوادگی‌اش را از «شه‌پور» به «مهران» تغییر داد. مهران را از پیشگامان روزنامه‌نگاری ورزشی در ایران می‌دانند. او به همراه همسرش، منیر اصفیا، نشریهٔ نیرو و راستی را منتشر می‌کرد. او در ۱۹ آذر ۱۳۲۶ به‌دلیل ایست قلبی درگذشت.

## زندگی‌نامه
منوچهر مهران سال ۱۲۹۱ در مشهد زاده شد. دبستان و دبیرستان را در زادگاهش به پایان رساند. از کودکی شیفته ورزش بود به‌طوری که گاه او را بیش‌فعال می‌خواندند. در رشته‌های کوهنوردی، دو میدانی و فوتبال مقام‌های نخست را در مشهد به دست آورد. نخستین بار در ۱۷ سالگی در برابر یک تیم فوتبال از اتحاد شوروی بازی دوستانه کرد و در ۱۸ سالگی به خدمت سربازی رفت و در تیم‌های گوناگون ورزشی ارتش، مقام‌های نخست و دوم را یکی پس از دیگری به دست آورد. در ۲۰ سالگی دبیر ورزش دبیرستان‌های مشهد شد و هفت سال پس از آن، کار را رها کرد، به تهران رفت و ورزش حرفه‌ای را در رشته‌های شنا، اسکی و فوتبال پی گرفت. سال ۱۳۱۵ به دلیل تلاش در راه ترقی دانش آموزان، زمان افتتاح ساختمان جدید دبیرستان فردوسی مدال درجه یک را از حکمت، وزیر فرهنگ، دریافت کرد. همان سال با حسین بنایی و امیر بیرجندی اولین خراسانی‌هایی بودند که به قله دماوند صعود کردند. بعدها اولین بار کلاس‌های آموزشی کوهنوردی برای ارتقای سطح دانش فنی کوهنوردان تشکیل داد و بازهم او و گروه کوهنوردی نیرو و راستی بودند که نخستین بار در ایران در کوهنوردی از طناب و میخ استفاده کردند. پس از تصویب آغاز مسابقات قهرمانی کشور، مهران به عضویت هیئت مدیره اولین دوره مسابقات قهرمانی کشور منصوب شد.
عبور از وقایع شهریورماه ۱۳۲۰ و آرام شدن اوضاع، منوچهر مهران تصمیم گرفت نخستین باشگاه ورزش حرفه‌ای را در ایران تأسیس کند؛ باشگاه نیرو و راستی، اولین باشگاه ورزشی ایران بود. پیش از آن، باشگاه‌ها را برای فعالیت در رشته‌ای خاص تأسیس می‌کردند، اما باشگاه «نیرو و راستی»، باشگاهی با رشته‌های ورزشی متنوع بود؛ فوتبال، کشتی، اسکی، کوهنوردی و حتی غارنوردی! منوچهر مهران بنیان‌گذار رشته غارنوردی در ایران بود؛ او در سال ۱۳۲۳ شمسی، رهبری یک گروه ۴۵ نفره را برای غارنوردی در غار شاپور، واقع در نزدیکی کازرون، برعهده گرفت. این نخستین‌بار بود که غار شاپور توسط یک تیم غارنوردی ایرانی کاوش می‌شد. مهران در سال ۱۳۲۴ شمسی، به همراه یک گروه ۷۵ نفره، همین عملیات را در غار مغان مشهد انجام داد. همزمان با تأسیس باشگاه نیرو و راستی، مجله ورزشی‌ای نیز، با کمک همسر مهران، منتشر شد. نام مجله هم، مانند نام باشگاه، «نیرو و راستی» بود. این مجله را نخستین مجله حرفه‌ای ورزش در ایران می‌دانند. البته قبل از «نیرو و راستی» هم، معدود مطبوعاتی در زمینه ورزش منتشر شده بود؛ مثل ضمیمه ورزشی روزنامه «ایران ما»، اما هیچ‌کدام از آن‌ها، اولاً دوامی نیاوردند و ثانیاً، به‌طور اختصاصی مربوط به ورزش نبودند. او با برنامه‌ریزی دقیق، مسابقات مختلف ورزشی را در داخل و خارج از کشور تدارک دید. از مسئولیت‌های او می‌توان به مدیریت مسابقات آموزشگاه‌های تربیت بدنی وزارت فرهنگ، سرپرستی تیم ایران در مسابقه چندجانبه بین ارتش آمریکا و شش کشور خاورمیانه در خرمشهر با میزبانی ارتش آمریکا و عضویت در هیئت ۱۰ نفره کمیته ملی المپیک ایران از ۱۱ اردیبهشت ۱۳۲۶ اشاره کرد.
مهران بر اثر بیماری قلبی ۱۹ آذر ۱۳۲۶ درگذشت و جسد وی در آرامگاه ظهیرالدوله شمیران به خاک سپرده شد.